# Gustave Touchard
Gustave Touchard, właśc. Gustav Fitzhugh Touchard (ur. 11 stycznia 1888 w Nowym Jorku; zm. 5 września 1918 w Toronto) – amerykański tenisista, zwycięzca U.S. National Championships 1911 w grze podwójnej.

## Kariera tenisowa
Touchard dwukrotnie awansował do finału U.S. National Championships (obecnie US Open) w konkurencji gry podwójnej, w 1911 i 1912 wspólnie z Raymondem Little. Edycję z 1911 debel ten wygrał, natomiast w kolejnym roku zakończył porażką w finale. Touchard dwa razy doszedł do półfinału singla U.S. National Championships, w 1909 i 1911, a w 1908 i 1914 dotarł do ćwierćfinału.

### Finały w turniejach wielkoszlemowych

#### Gra podwójna (1–1)
| Końcowy wynik | Nr | Data | Turniej                              | Nawierzchnia | Partner        | Przeciwnicy                   | Wynik finału         |
| ------------- | -- | ---- | ------------------------------------ | ------------ | -------------- | ----------------------------- | -------------------- |
| Zwycięzca     | 1. | 1911 | U.S. National Championships, Newport | Trawiasta    | Raymond Little | Fred Alexander Harold Hackett | 7:5, 13:15, 6:2, 6:4 |
| Finalista     | 1. | 1912 | U.S. National Championships, Newport | Trawiasta    | Raymond Little | Tom Bundy Maurice McLoughlin  | 6:3, 2:6, 1:6, 5:7   |